# 红甸回族乡
红甸回族乡是中华人民共和国云南省文山壮族苗族自治州文山市下辖的一个民族乡。2020年人口10816人，占文山市人口的1.73%。位于文山市的北部，距文山市区53公里，面积101.2平方公里。

## 历史沿革
清代设红甸塘，即红土草坝子之意。1939年设红甸乡。1958年改为红甸公社，1984年改区。1988年改为红甸回族乡。

## 行政区划
红甸回族乡下辖以下村级行政区划单位：
红甸村、小六寨村、茂克村和平坝寨村。

## 经济
境内有煤、铁、钴矿藏。特产三七、山药。也是文山的辣椒主产区。另产花生、烟叶等。境内有水库、电站。